# صالح نجم‌الدین ایوب
صالح نجم‌الدین ایوب (عربی: الملك الصالح أبو الفتوح نجم الدين ايوب؛ ۵ نوامبر ۱۲۰۵ – ۲۲ نوامبر ۱۲۴۹)، سلطان ایوبی با لقب ابوالفتح بود که از سال ۱۲۴۰ تا ۱۲۴۹ سلطان ایوبیان مصر بود. وی قبل از رسیدن به سلطنت امیر ایوبی دمشق بود.